# Tu sei meravigliosa
Tu sei meravigliosa (Du bist wunderbar) è un film musicale tedesco del 1959 diretto da Paul Martin.

## Trama
Caterina è una semplice sarta che incontra il marinaio tedesco Willi Schulz in una città portuale francese. Ma la storia d'amore è effimera, il marinaio la lascia e si imbarca di nuovo. Le promette di tornare presto e sposarla, ma col passare del tempo, lui non torna e lei si sente abbandonata. Caterina va ad Amburgo per trovarlo all'indirizzo che lui le ha dato, ma è solo un hotel economico.
Incontra il capitano Chris Behrens che accetta di aiutarla nella ricerca, ma senza successo. Caterina si guadagna da vivere come cantante in una band. Non ha notizie di Willi. Quando Chris Behrens la vede in un concerto, si innamora di lei. Ma Willi Schulz riappare, il capitano Behrens lo vede come un rivale e lo manda in un lungo viaggio. Ora la strada è libera per Behrens, e Caterina si rende conto che sarà il partner giusto per lei.

## Produzione
La prima parte del film è stata girata nel borgo di Tellaro in Liguria.